# Pinnacle Peak Pictures
Pinnacle Peak Pictures (anteriormente Pure Flix Entertainment hasta enero de 2021) es un estudio estadounidense de producción y distribución de películas cristianas evangélicas fundado por David A. R. White y Russell Wolfe. Pinnacle Peak produce películas cristianas, incluyendo Dios no está muerto (2014), El Poder de la Cruz (2015), Woodlawn (2015), El caso de Cristo (2017) y Unplanned (2019). Desde 2014, las películas producidas y distribuidas por Pure Flix han recaudado colectivamente más de $195 millones en taquilla a nivel mundial. La empresa tiene su sede en Scottsdale, Arizona.

## Historia
Pinnacle Peak fue fundada en 2005 por David A. R. White, Michael Scott, Russell Wolfe, Randy Travis, Byron M. Jones y Elizabeth Travis como Pure Flix Entertainment.
Desde su fundación, la compañía ha creado muchas películas, como The Wager, Home Beyond the Sun, In the Blink of an Eye, Sarah's Choice, A Greater Yes: The Story of Amy Newhouse, The Book of Ruth: Journey of Faith, Holyman Undercover y Samson.
La compañía produjo Jerusalem Countdown en 2011, con 10 West Studios. También produjeron las dos primeras temporadas del programa de TBN Travel the Road. Dios no está muerto (2014) protagonizada por Kevin Sorbo, Shane Harper y Dean Cain recaudó más de $60 millones en la taquilla de EE. UU. y fue lanzada en formato digital por Lionsgate el 5 de agosto de 2014.
En noviembre de 2015, Pure Flix estableció un brazo de distribución interno, contratando al exejecutivo de Regal, Ken Rather como director. El estudio planeaba que Dios no está muerto 2 fuera su primera película auto-distribuida. También en 2015, Pure Flix lanzó un servicio de transmisión por suscripción del mismo nombre, que estaría dedicado a películas y series de televisión cristianas y familiares. En 2016, Pure Flix lanzó "Keep the Faith", un suplemento curricular para la educación en el hogar.
Pure Flix se asoció con la Conferencia Nacional de Liderazgo Cristiano Hispano para proporcionar más oportunidades a actores hispanos para mejorar la representación mediática de la comunidad hispana. En 2016, Pure Flix alcanzó un acuerdo de distribución de medios domésticos de varios años con Universal Pictures Home Entertainment, comenzando con Woodlawn.
El 12 de noviembre de 2020, Pure Flix anunció que vendería su servicio de transmisión homónimo a Sony Pictures Entertainment (a través de su subsidiaria Affirm Films); no se divulgaron detalles financieros. La adquisición incluyó los derechos de la marca "Pure Flix", por lo que el estudio fue rebautizado como Pinnacle Peak Pictures en enero de 2021.

### Serie de películas Dios no esta muerto
Su película Dios no esta muerto fue la película independiente con mayores ingresos de 2014 y una de las películas independientes basadas en la fe más exitosas de todos los tiempos a pesar de las críticas negativas. Una segunda película, Dios no esta muerto 2, recaudó más de $1.4 millones en Brasil y fue considerada por Vox como "moderadamente exitosa comercialmente". Una tercera película, titulada Dios no esta muerto 3 lanzada el 30 de marzo de 2018. Una cuarta película, Dios no esta muerto 4, se estrenó en octubre de 2021. La banda cristiana Newsboys aparece y proporciona música para las dos primeras películas de la serie. Se hacen referencias a las legalidades relacionadas con la Enmienda Johnson en la segunda película.

## Premios y Nominaciones
| Año  | Película nominada   | Premio                                           | Resultado |
| ---- | ------------------- | ------------------------------------------------ | --------- |
| 2014 | Dios no esta muerto | Película Inspiracional del Año – GMA Dove Awards | Ganador   |

## Producción y distribución

### Film
| Fecha de Lanzamiento | Título                                   | Notas                                                                                    |
| -------------------- | ---------------------------------------- | ---------------------------------------------------------------------------------------- |
| 2004                 | Home Beyond the Sun                      |                                                                                          |
| 2007                 | The Wager                                |                                                                                          |
| 2008                 | The Imposter                             |                                                                                          |
| 2009                 | A Greater Yes: The Story of Amy Newhouse |                                                                                          |
| 2009                 | Sarah's Choice                           |                                                                                          |
| 2009                 | In the Blink of an Eye                   |                                                                                          |
| 2009                 | The Book of Ruth: Journey of Faith       |                                                                                          |
| 2010                 | Holyman Undercover                       |                                                                                          |
| 2010                 | What If...                               |                                                                                          |
| 2010                 | The Bill Collector                       |                                                                                          |
| 2011                 | The Encounter                            |                                                                                          |
| 2011                 | Jerusalem Countdown                      |                                                                                          |
| 2012                 | Ghost Soldiers                           |                                                                                          |
| 2012                 | Apostle Peter and the Last Supper        |                                                                                          |
| 2012                 | The Mark                                 |                                                                                          |
| 2013                 | The Book of Esther                       |                                                                                          |
| 2013                 | The Book of Daniel                       |                                                                                          |
| 2014                 | God's Not Dead                           |                                                                                          |
| 2014                 | Moms' Night Out                          | Producida por TriStar Pictures, Affirm Films, Provident Films, y Four Boys Entertainment |
| 2015                 | Do You Believe?                          |                                                                                          |
| 2015                 | Old Fashioned                            |                                                                                          |
| 2015                 | Faith of Our Fathers                     |                                                                                          |
| 2015                 | Woodlawn                                 |                                                                                          |
| 2016                 | God's Not Dead 2                         |                                                                                          |
| 2016                 | Hillsong: Let Hope Rise                  |                                                                                          |
| 2016                 | I'm Not Ashamed                          | Producido por Big Film Factory y Visible Pictures                                        |
| 2017                 | The Case for Christ                      |                                                                                          |
| 2017                 | Same Kind of Different as Me             | Distribuido solo Producido por Disruption Entertainment y Paramount Pictures             |
| 2018                 | Samson                                   | Producido por Boomtown Films                                                             |
| 2018                 | God's Not Dead: A Light in Darkness      |                                                                                          |
| 2018                 | Unbroken: Path to Redemption             | Producido por Universal 1440 Entertainment Y The WTA Group                               |
| 2018                 | Shake Off the World                      |                                                                                          |
| 2018                 | Little Women                             | Producido por Paulist Productions Y Main Dog Productions                                 |
| 2018                 | Indivisible                              |                                                                                          |
| 2019                 | Unplanned                                |                                                                                          |
| 2021                 | God's Not Dead: We the People            |                                                                                          |
| 2022                 | Redeeming Love                           | Producido por Universal Pictures, Nitibah Pictures Y Mission Pictures International      |

### Televisión
- Travel the Road (2003–present)